# Bob McCracken (Jazzmusiker)
Bob McCracken  (eigentlich Robert Edward McCracken, * 23. November 1904 in Dallas; † 4. Juli 1972)  war ein US-amerikanischer Jazz-Klarinettist.
Bob McCracken spielte zu Beginn seiner Musikerkarriere mit lokalen Musikern in Dallas, wie mit Jack Teagarden, Eddie Whitley, den Southern Trumpeters und Doc Ross’ Jazz Bandits. Von 1926 bis 1928 lebte er in New York City, wo er mit Johnny Johnston und Willard Robisons Levee Loungers spielte. Nach seiner Rückkehr nach Dallas arbeitete er mit Ligon Smith, Joe Gill und erneut mit Doc Ross, ging mit Joe Venuti und Frankie Trumbauer auf Tourneen, bevor er 1939 nach Chicago zog. Dort spielte er in den Bands von Willard Robinson (1927/28), Bud Freeman (1939–1940), Jimmy McPartland (1939/40), Wingy Manone (1941), Benny Goodman (1941), Russ Morgan und Wayne King. Er vertrat 1952/53 Barney Bigard bei den Louis Armstrong All-Stars auf Tourneen; dann ließ er sich in Los Angeles nieder. Dort spielte er in verschiedenen Dixieland Jazz Revival-Bands, arbeitete mit Kid Ory (1953/54), Ben Pollack, Pete Daily, Jack Teagarden und Wild Bill Davison. Ab 1959 arbeitete er erneut bei Ory; mit Red Allen und Kid Ory nahm einige Plattenseiten auf, Red Allen Meets Kid Ory und We've Got Rhythm.